# 信濃大町駅
信濃大町駅（しなのおおまちえき）は、長野県大町市大町仁科町にある、東日本旅客鉄道（JR東日本）大糸線の駅である。大町市の市街地にある中心駅である。駅番号は「23」。事務管コードは▲510619。

## 概要
大町市の代表駅で中心駅である。特急列車を含む全列車が停車するほか、普通列車のほとんどが当駅を始終着としている。当駅以北は輸送密度が大きく低下することから、ほとんどの列車がワンマン運転となり、夜間滞泊もある大糸線の運輸上の要衝となる駅である。大糸線内では、起点の松本駅に次いで利用者数が多い。立山黒部アルペンルートの乗り継ぎ点でもある。

## 歴史
松本駅から連絡することで「東京と日本海とを連絡する」ことを目指して1916年（明治45年）3月3日に創立総会を開催した私鉄の信濃鉄道（現在のしなの鉄道とは無関係）が1916年（大正5年）7月5日に松本駅に隣接する松本市駅までを結ぶ形で開業したのが始まりである。この鉄道建設に当たっては大町市役場が高瀬橋東詰から大町駅までの線路用地全てと15,000円を寄付するなどの支援を行った。開業前は大町から松本まで一泊二日必要とされていたことから、この開通は当地に大きな変化をもたらすことになった。
しかし、当駅より先は地形などの関係で敷設が困難であることから延伸が進まない状況が続いていたところに、軍事上の必要性などから国が当駅から糸魚川駅を結ぶ路線を建設することになり、1929年（昭和4年）9月25日に大糸南線として当駅 - 簗場駅間が開通することになった。大糸線の線名の由来は、この時の両端の駅名から一文字ずつ採ったものである。
信濃鉄道は、1926年（大正15年）1月8日 に全線電化して旅客列車を電車化したが、1937年（昭和12年）6月1日に国有化され大糸南線に編入された。1957年（昭和32年）8月15日に中土駅 - 小滝駅間が開通して全線開通し、大糸線と改称した。
1959年（昭和34年）7月17日には当駅 - 信濃四ッ谷駅（現・白馬駅）間を電化し、1960年（昭和35年）9月には松本駅 - 当駅間の貨物列車も電化した。
黒部トンネル開通翌日の1971年（昭和46年）4月26日に特急「あずさ」の乗入れを開始し、立山黒部アルペンルートが当駅を起点として1971年（昭和46年）6月1日に開通した。1966年（昭和41年）4月に名古屋発の急行「つがいけ」が季節列車として乗入れを開始し、1982年（昭和57年）11月15日のダイヤ改正で急行「つがいけ」が特急列車化されて特急「しなの」に統合された。
2010年（平成22年）には、JRの「信州デスティネーションキャンペーン」に向けて駅舎を山小屋風に改装し、同年7月22日に式典を行って新装開業した。
2014年（平成26年）11月22日に発生した長野県神城断層地震により、白馬大池駅 - 千国駅間の線路沿いのがけ崩れに伴う土砂の流入や簗場駅 - 南神城駅間での路盤の液状化などの被害が出たため、当駅 - 糸魚川駅間は23日まで運休した。このうち24日に平岩駅 - 糸魚川駅間が本数を減らして運行を再開し、25日には当駅 - 白馬駅間の運転を再開した。そして同年12月7日に白馬駅 - 南小谷駅間の運転を再開し、大糸線の全線が復旧した。

### 年表
- 1916年（大正5年）7月5日：信濃鉄道仏崎（現・廃止） - 当駅間の開通と同時に開業[5]。一般駅。
- 1926年（大正15年）1月8日：信濃鉄道が全線電化し、旅客列車を電車化[5]。
- 1929年（昭和4年）9月25日：日本国有鉄道（国鉄）大糸南線の当駅 - 簗場駅間が開通し、接続駅となる[5]。
- 1937年（昭和12年）6月1日：信濃鉄道の国有化[4]。
- 1950年（昭和25年）1月：駅舎を改築[13]。
- 1957年（昭和32年）8月15日：中土駅 - 小滝駅間が開通して全線開通し、大糸線と改称[5]。
- 1959年（昭和34年）7月17日：当駅 - 信濃四ッ谷駅（現・白馬駅）間を電化[9]。
- 1960年（昭和35年）9月：松本駅 - 当駅間の貨物列車を電化[10]。
- 1966年（昭和41年）4月：急行「つがいけ」が季節列車として乗り入れを開始[10]。
- 1971年（昭和46年）4月26日：特急「あずさ」の乗り入れを開始[11]。
- 1982年（昭和57年）11月15日：ダイヤ改正で急行「つがいけ」が特急列車化され、特急「しなの」に統合[12]。
- 1984年（昭和59年）2月2日：貨物の取り扱いを廃止[4]。
- 1987年（昭和62年）4月1日：国鉄分割民営化に伴い、東日本旅客鉄道（JR東日本）の駅となる[14]。
- 2006年（平成18年）3月25日：自動改札機を設置[新聞 5]。
- 2010年（平成22年）
  - 3月13日：特急「スーパーあずさ」の大糸線乗り入れを廃止[新聞 6]。「スーパーあずさ」は全列車が新宿駅 - 松本駅間のみの運行となる。
  - 7月22日：駅舎の改装が完成し、記念式典を実施[報道 2][新聞 1]。
- 2014年（平成26年）
  - 11月22日：長野県神城断層地震により、当駅 - 糸魚川駅間を23日まで運休[新聞 2]。
  - 11月25日：当駅 - 白馬駅間の運転を再開[新聞 3]。
  - 12月7日：白馬駅 - 南小谷駅間の運転を再開し、大糸線の全線が復旧[新聞 4]。
- 2021年（令和3年）
  - 9月30日：みどりの窓口の営業を終了[6]。
  - 10月1日：話せる指定席券売機を導入[6]。
- 2026年（令和8年）春以降：ICカード「Suica」の利用が可能となる（予定）[報道 3]。

## 駅構造
単式ホーム1面1線と島式ホーム1面2線、合計2面3線のホームを有する地上駅である。駅舎に面する単式ホームが1番線、島式ホームが3・4番線となっている。2番線は1番線と3番線の間にあるホームのない留置線であるため、旅客案内上は欠番となっている。また、互いのホームは跨線橋で連絡している。エレベーターなどの昇降設備はなく、駅員の介助で通行できるスロープがホーム南側にある。このほか、駅構内のはずれに、蒸気機関車が現役のころに使用された転車台が残っている。
直営駅であり、管理駅として細野駅 - 簗場駅間の各駅を管理している。駅舎内部には自動券売機、話せる指定席券売機、自動改札機（Suica非対応）がある。また、構内でコンビニエンスストア、駅そば店が営業を行っている。
駅舎は2010年（平成22年）の改装により、屋根の形状などを変更して山岳都市をイメージした山小屋風となった。長野県産杉材を壁に利用している。
駅の北側、五日町寄りの踏切のそばに、1937年（昭和12年）に大糸線の前身である信濃鉄道が国有化された際に、そのことを記念して建立された石碑がある。

### のりば
| 番線    | 路線    | 方向 | 行先             |
| ------- | ------- | ---- | ---------------- |
| 1・3・4 | ■大糸線 | 下り | 白馬・南小谷方面 |
| 1・3・4 | ■大糸線 | 上り | 松本方面         |

付記事項
- 特急列車はすべて1番線から発着する。
- 多くの普通列車は、上りは3番線、下りは4番線から発着する。
- 一部の普通ワンマン列車は、当駅以北から車掌がいないワンマンになる列車が存在する。
- 当駅 - 南小谷間の区間普通列車は必ず4番線から発着する。4番線にはこの列車しか発着しない。
- 1988年（昭和63年）3月13日時点では、JR西日本の車両が、1往復当駅まで乗り入れていた[16]。

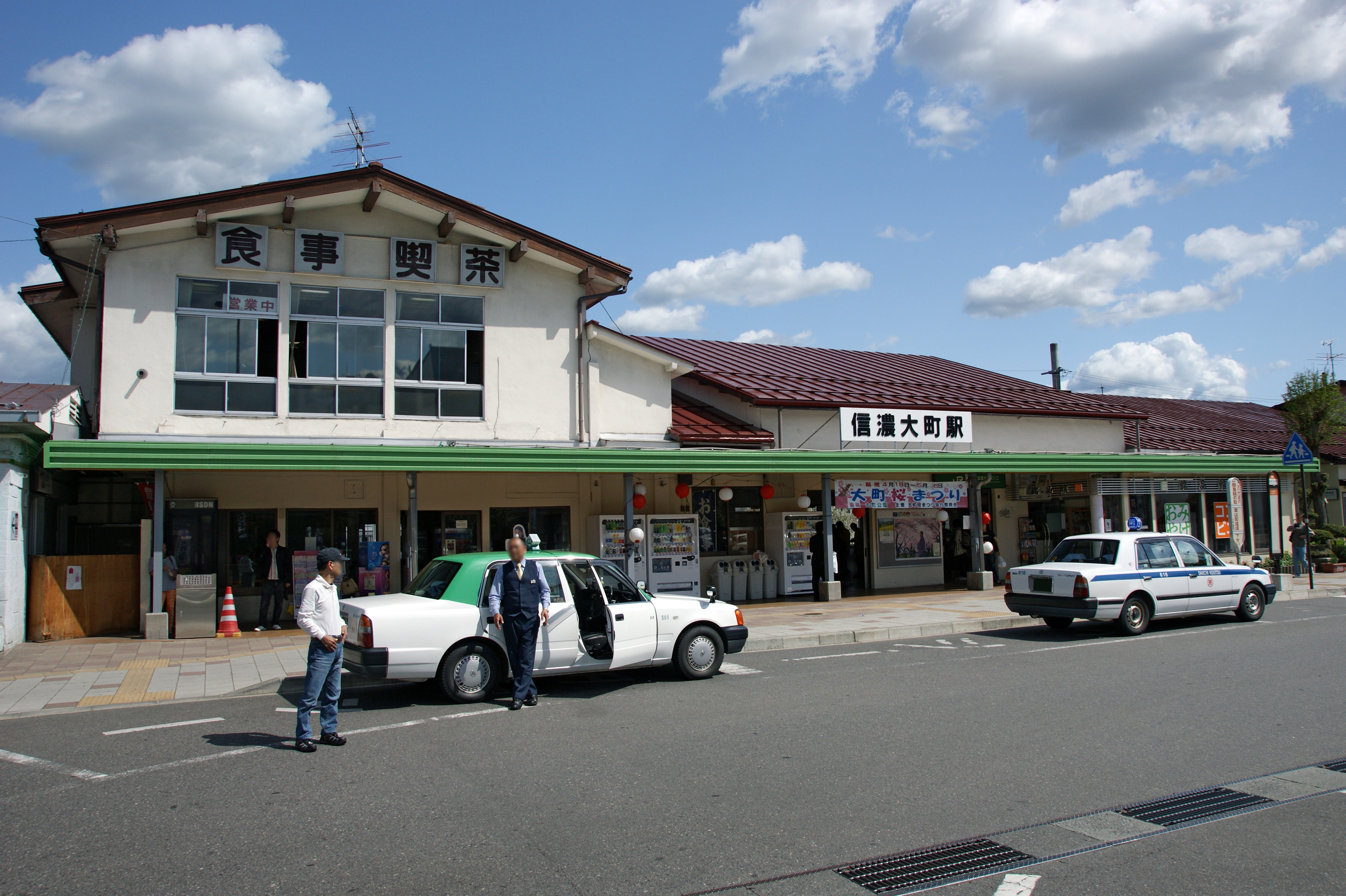
改築前の駅舎（2008年5月）
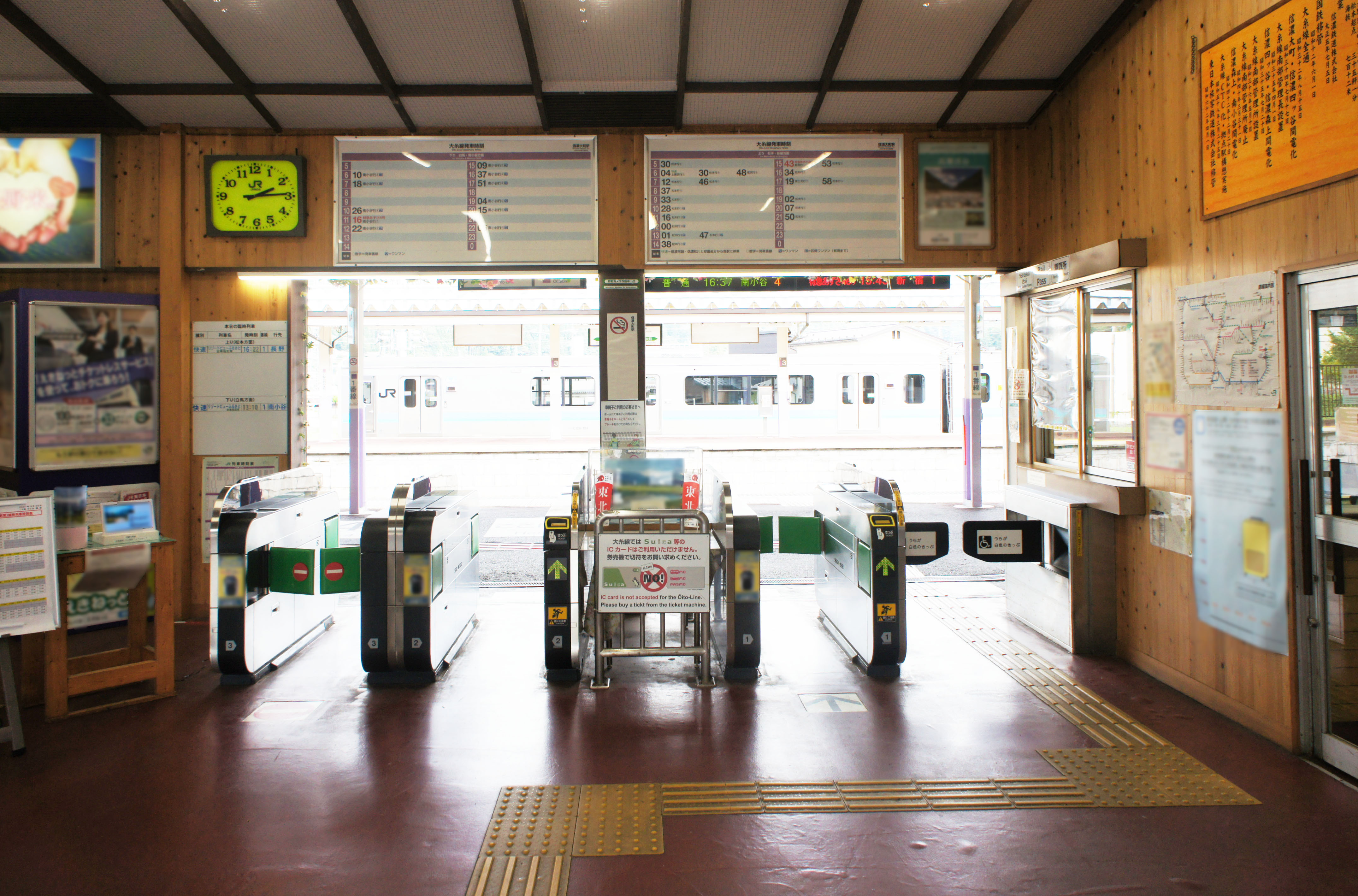
改札口（2021年8月）
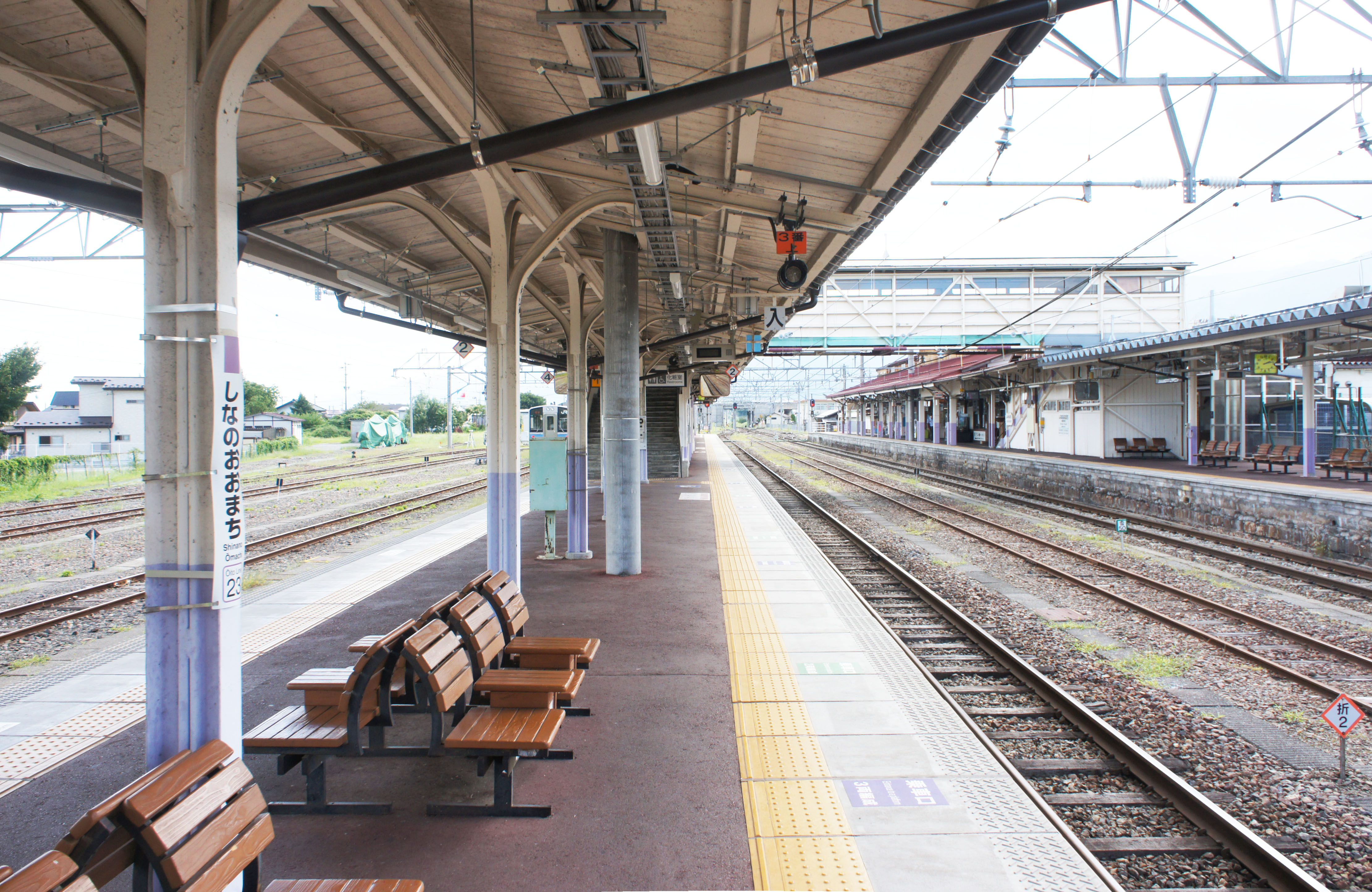
ホーム（2021年8月）
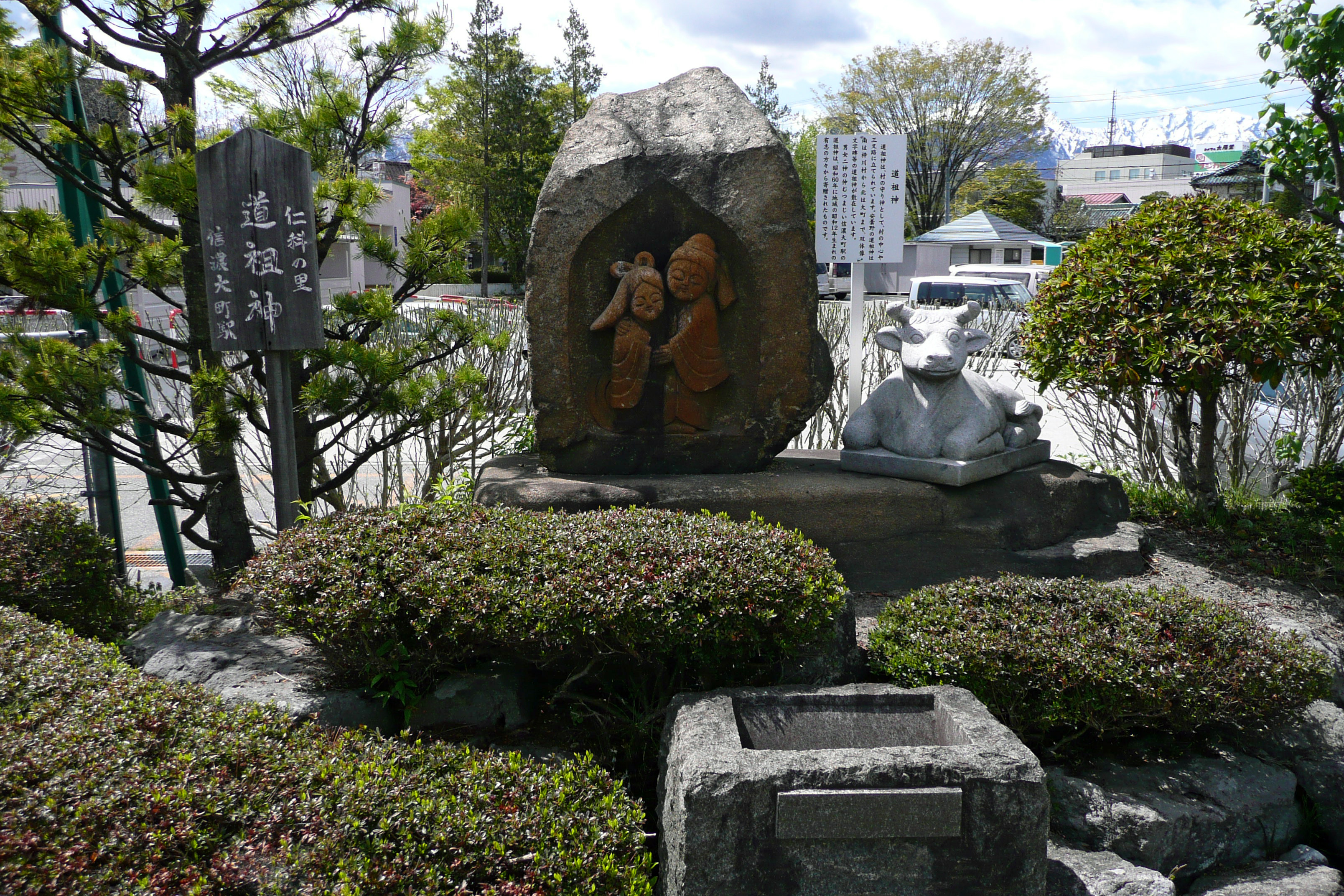
1番線ホームに設置された道祖神（2008年5月）

### 専用線
東洋紡績大町工場と昭和電工大町工場へ続く専用線が存在していた。2020年（令和2年）現在でも、本線（南大町駅方面）と並走して、昭和電工へ向かう専用線の跡が確認できる。
1956年（昭和31年）に開始された関西電力が黒部川第四ダムを建設時には資材約60万トンの輸送が必要となり、既存の路線と設備では対応困難として専用線が設置された。この専用線は、北大町駅まで本線と単線並列で併走しており、そこから扇沢までは道路を新設して運搬された。
また、東信電気（東京電力の前身の1社）が高瀬川水系に発電所建設を行った際には、駅前から建設資材を運搬する東信電気鉄道が運行していた。

## 利用状況
JR東日本によると、2023年度（令和5年度）の1日平均乗車人員は1,110人である。開業当初の5年間、当駅が当時の北安曇郡内の駅では最大の乗降客数であった。
1997年度（平成9年度）以降の推移は以下のとおりである。
| 1日平均乗車人員推移 | 1日平均乗車人員推移 | 1日平均乗車人員推移 | 1日平均乗車人員推移 | 1日平均乗車人員推移 |
| 年度                | 定期外              | 定期                | 合計                | 出典                |
| ------------------- | ------------------- | ------------------- | ------------------- | ------------------- |
| 1997年（平成09年）  |                     |                     | 1,984               | [ 市 1 ]            |
| 1998年（平成10年）  |                     |                     | 1,780               | [ 市 1 ]            |
| 1999年（平成11年）  |                     |                     | 1,676               | [ 市 1 ]            |
| 2000年（平成12年）  |                     |                     | 1,579               | [ JR 2 ] [ 市 1 ]   |
| 2001年（平成13年）  |                     |                     | 1,510               | [ JR 3 ] [ 市 1 ]   |
| 2002年（平成14年）  |                     |                     | 1,450               | [ JR 4 ] [ 市 1 ]   |
| 2003年（平成15年）  |                     |                     | 1,376               | [ JR 5 ] [ 市 1 ]   |
| 2004年（平成16年）  |                     |                     | 1,353               | [ JR 6 ] [ 市 2 ]   |
| 2005年（平成17年）  |                     |                     | 1,331               | [ JR 7 ] [ 市 3 ]   |
| 2006年（平成18年）  |                     |                     | 1,284               | [ JR 8 ] [ 市 4 ]   |
| 2007年（平成19年）  |                     |                     | 1,303               | [ JR 9 ] [ 市 5 ]   |
| 2008年（平成20年）  |                     |                     | 1,261               | [ JR 10 ] [ 市 6 ]  |
| 2009年（平成21年）  |                     |                     | 1,232               | [ JR 11 ] [ 市 7 ]  |
| 2010年（平成22年）  |                     |                     | 1,228               | [ JR 12 ] [ 市 8 ]  |
| 2011年（平成23年）  |                     |                     | 1,241               | [ JR 13 ] [ 市 9 ]  |
| 2012年（平成24年）  | 376                 | 957                 | 1,334               | [ JR 14 ] [ 市 10 ] |
| 2013年（平成25年）  | 380                 | 993                 | 1,373               | [ JR 15 ] [ 市 11 ] |
| 2014年（平成26年）  | 359                 | 924                 | 1,284               | [ JR 16 ] [ 市 12 ] |
| 2015年（平成27年）  | 385                 | 947                 | 1,332               | [ JR 17 ] [ 市 13 ] |
| 2016年（平成28年）  | 396                 | 905                 | 1,301               | [ JR 18 ] [ 市 14 ] |
| 2017年（平成29年）  | 394                 | 888                 | 1,283               | [ JR 19 ] [ 市 15 ] |
| 2018年（平成30年）  | 385                 | 850                 | 1,236               | [ JR 20 ] [ 市 15 ] |
| 2019年（令和元年）  | 354                 | 879                 | 1,234               | [ JR 21 ] [ 市 16 ] |
| 2020年（令和02年）  | 154                 | 861                 | 1,015               | [ JR 22 ] [ 市 17 ] |
| 2021年（令和03年）  | 181                 | 782                 | 964                 | [ JR 23 ]           |
| 2022年（令和04年）  | 239                 | 757                 | 996                 | [ JR 24 ]           |
| 2023年（令和05年）  | 314                 | 796                 | 1,110               | [ JR 1 ]            |

## 駅周辺
開業前後には、元々の旧市街地では九日町や上仲町、下仲町などが商業の中心として栄えていた。
駅の開設に伴い、下仲町から当駅までの道路が建設され、仁科町にも飲食店などが並ぶ商店街が形成された。
- 塩の道ちょうじや（旧・塩の道博物館） - 塩の道と呼ばれた千国街道・大町宿にあった荷宿の建物を活用して1982年（昭和57年）に開館した[18]。
- 大町山岳博物館 - 富国繊維の麻工場の跡地を買収して1951年（昭和26年）11月に開館した[10]。
- 国道147号
- 大町郵便局
- 大町税務署
- 長野銀行大町支店 - 1958年（昭和33年）8月1日に長野県商エ信用組合大町支店として開設[4]。
- 松本信用金庫大町支店 - 1956年（昭和31年）11月1日に開設[4]。
- ホクト大町きのこセンター - 東洋紡績大町工場跡地の一部約4.3 haに2002年（平成14年）に操業開始した[19]。
- 昭和電工大町事業所 - 1934年（昭和9年）1月10日に昭和アルミニウム工業所として操業し、1939年（昭和14年）6月に昭和電工大町工場となった[4]。日本沃度の社長であった森矗昶が個人事業として昭和アルミニウム工業所を設立し、日本初のアルミニウムの工業生産を行った事業所である[4]。生産が軌道に乗ると日本沃度に吸収合併されて同社の大町工場となり、同社が日木電気工業株式会社と改称した[4]。さらに、1939年（昭和14年）6月に昭和肥科と合併し、昭和電工大町工場となった[4]。1982年（昭和57年）6月17日にアルミ精錬事業から撤退した[4]。
- フレスポ大町 - ショッピングセンター
  - デリシア大町店
- ヤマダデンキテックランド大町店
- ホテルルートイン信濃大町駅前

### かつてあった主要施設
- 東洋紡績大町工場 - 1937年（昭和12年）8月7日に伊藤忠商事と呉羽紡績の社長であった伊藤忠兵衛が主導して大町紡績として設立され[4]、戦時経済での産業統制により、1939年（昭和14年）2月24日に大町紡績は昭和人絹や愛知織物と共に呉羽紡績に吸収合併され、呉羽紡績大町工場になった[4]。呉羽紡績が1966年（昭和41年）4月26日に東洋紡績に吸収合併され、東洋紡績大町工場になった[20]。工場の敷地面積は約17.3 haで最盛期の1950年代には、3,000人を超える従業員を抱えていたが、繊維不況などの影響で1999年（平成11年）12月に工場閉鎖となった[19]。
- カネマンジャスコ大町店 - 1981年（昭和56年）12月9日に地場資本のスーパー「カネマン」と「ジャスコ」の合弁で開店したもので[4]、店舗面積は約4,793平方メートルであった[21]。1987年（昭和62年）8月21日に信州ジャスコと合併した[22]。1998年（平成10年）7月に新大町店（店舗面積約8,494平方メートル、延べ床面積約10,056平方メートル）が開店[23]。
- 日本相互銀行大町支店 - 1958年（昭和33年）9月1日に開設[4]。
- デリシア大町駅前店 - 1993年（平成5年）7月に開店し、売り場面積は約4,233平方メートル、延べ床面積は約9,307平方メートル[23]。フレスポ大町への移転のため、2016年（平成28年）4月6日をもって閉店。
- 東信電気鉄道信濃大町駅 - 1924年（大正13年）より1969年（昭和44年）まで存在[17]。

## バス路線
駅前にある「信濃大町駅前」バス停から各方面へ運行している。扇沢行きと長野駅行き路線バスは駅前ロータリーから発着するが、高速バスと大町市民バスはロータリーの外側から発着する。
- アルピコ交通（長野支社）
  - 美麻ぽかぽかランド・長野駅行き
  - 大町温泉郷・日向山高原・扇沢駅行き - 北アルプス交通と共同運行[24]。冬季は日向山高原止まり。
- 信濃大町周遊バス ぐるりん号（季節運行）
  - 国営アルプスあづみの公園 大町・松川地区、ちひろ美術館方面 - 2025年〈令和7年〉シーズンよりデマンド移行し予約制。
- 大町市民バス（ふれあい号） - 2000年（平成12年）4月1日運行開始[25]。全路線休日と12月29日 - 1月3日は運休。
- 葛温泉乗合タクシー
  - 葛温泉行き - 午後に3便のみの運行。デマンド制。
- 信州まつもと空港シャトル便 - 予約制。

### 高速バス
- 中央高速バス安曇野・白馬線
  - バスタ新宿（新宿駅南口）行き
- さわやか信州号大阪・京都 - 安曇野・白馬線
  - 大阪梅田（阪急三番街高速バスターミナル）行き
- WILLER EXPRESS
  - YCAT・成田空港行き - 季節運行
- JAMJAMライナー
  - YCAT・東京駅行き - 季節運行

## 隣の駅
東日本旅客鉄道（JR東日本）
■大糸線
- 特急「あずさ」・「はくば」停車駅

□快速（松本方面、上り1本のみ運転） 
信濃常盤駅 (25) ← 信濃大町駅 (23)
□快速（南小谷方面より、上り1本のみ運転） 
信濃大町駅 (23) ← 信濃木崎駅 (21)
■普通
南大町駅 (24) - 信濃大町駅 (23) - 北大町駅 (22)

### 記事本文

#### 報道発表資料
1. 1 2  『大糸線に「駅ナンバー」を導入します』（PDF）（プレスリリース）東日本旅客鉄道長野支社、2016年12月7日。オリジナルの2019年8月13日時点におけるアーカイブ。2016年12月8日閲覧。
2. 1 2 3 4  『大糸線 信濃大町駅 駅舎リニューアル記念セレモニー開催!』（PDF）（プレスリリース）東日本旅客鉄道長野支社、2010年7月9日。オリジナルの2020年5月18日時点におけるアーカイブ。2020年5月18日閲覧。
3. ↑  『大糸線におけるSuicaご利用駅の追加について』（PDF）（プレスリリース）東日本旅客鉄道長野支社、2025年5月30日。オリジナルの2025年6月1日時点におけるアーカイブ。2025年6月2日閲覧。

#### 新聞記事
1. 1 2 3  “「山小屋風」でDC歓迎 信濃大町駅改装完成祝う”. 大糸タイムス (大糸タイムス社). (2010年7月23日)
2. 1 2  “41人けが、全壊34棟 長野北部地震、余震70回に”. 中日新聞 (中日新聞社). (2014年11月24日)
3. 1 2  “長靴姿で登校、大糸線が一部再開 県神城断層地震”. 中日新聞 (中日新聞社). (2014年11月26日)
4. 1 2  “JR大糸線、全線復旧 15日ぶり、高校生ら歓迎” 信濃毎日新聞 (信濃毎日新聞社). (2014年12月8日)
5. 1 2 3  “JR信濃大町・豊科両駅 自動改札機、設置へ 大糸線で初導入”. 信濃毎日新聞 (信濃毎日新聞社):  p. 17（朝刊）. (2006年3月23日)
6. ↑  “利用減 ダイヤ改正で廃止 大糸線あずさ6号に花束”. 大糸タイムス (大糸タイムス社). (2010年3月13日)
7. ↑  交通新聞2010年7月27日

### 利用状況
JR東日本
1. 1 2  各駅の乗車人員（2023年度） - JR東日本
2. ↑  各駅の乗車人員（2000年度） - JR東日本
3. ↑  各駅の乗車人員（2001年度） - JR東日本
4. ↑  各駅の乗車人員（2002年度） - JR東日本
5. ↑  各駅の乗車人員（2003年度） - JR東日本
6. ↑  各駅の乗車人員（2004年度） - JR東日本
7. ↑  各駅の乗車人員（2005年度） - JR東日本
8. ↑  各駅の乗車人員（2006年度） - JR東日本
9. ↑  各駅の乗車人員（2007年度） - JR東日本
10. ↑  各駅の乗車人員（2008年度） - JR東日本
11. ↑  各駅の乗車人員（2009年度） - JR東日本
12. ↑  各駅の乗車人員（2010年度） - JR東日本
13. ↑  各駅の乗車人員（2011年度） - JR東日本
14. ↑  各駅の乗車人員（2012年度） - JR東日本
15. ↑  各駅の乗車人員（2013年度） - JR東日本
16. ↑  各駅の乗車人員（2014年度） - JR東日本
17. ↑  各駅の乗車人員（2015年度） - JR東日本
18. ↑  各駅の乗車人員（2016年度） - JR東日本
19. ↑  各駅の乗車人員（2017年度） - JR東日本
20. ↑  各駅の乗車人員（2018年度） - JR東日本
21. ↑  各駅の乗車人員（2019年度） - JR東日本
22. ↑  各駅の乗車人員（2020年度） - JR東日本
23. ↑  各駅の乗車人員（2021年度） - JR東日本
24. ↑  各駅の乗車人員（2022年度） - JR東日本

大町市統計要覧
1. 1 2 3 4 5  大町市統計要覧 2004 平成16年版 - 大町市、p.73、2005年。
2. ↑  大町市統計要覧 2005 平成17年版 - 大町市、p.156、2006年8月。
3. ↑  大町市統計要覧 2006 平成18年版 - 大町市、p.110、2007年8月。
4. ↑  大町市統計要覧 2007 平成19年版 - 大町市、p.110、2008年6月。
5. ↑  大町市統計要覧 2008 平成20年版 - 大町市、p.110、2009年。
6. ↑  大町市統計要覧 2009 平成21年版 - 大町市、p.107、2010年。
7. ↑  大町市統計要覧 2010 平成22年版 - 大町市、p.107、2011年。
8. ↑  大町市統計要覧 2011 平成23年版 - 大町市、p.107、2012年。
9. ↑  大町市統計要覧 2012 平成24年版 - 大町市、p.107、2013年。
10. ↑  大町市統計要覧 2013 平成25年版 - 大町市、p.107、2014年。
11. ↑  大町市統計要覧 2014 平成26年版 - 大町市、p.107、2015年。
12. ↑  大町市統計要覧 2015 平成27年版 - 大町市、p.107、2016年。
13. ↑  大町市統計要覧 2016 平成28年版 - 大町市、p.107、2017年。
14. ↑  大町市統計要覧 2017 平成29年版 - 大町市、p.107、2018年。
15. 1 2  大町市統計要覧 2018 平成30年版 - 大町市、p.107、2019年。
16. ↑  大町市統計要覧 2019 令和元年版 - 大町市、p.102、2020年。
17. ↑  大町市統計要覧 2020 令和2年版 - 大町市、p.102、2021年。